# Au loin la liberté
Pour les articles homonymes, voir Au loin la liberté (autobiographie).
Au loin la liberté (Crossing to Freedom) est un téléfilm américain réalisé par Norman Stone, diffusé en 1990.

## Synopsis
Été 40. Devant la menace allemande, John Howard, un avocat anglais en vacances dans le Jura décide de regagner l'Angleterre. Contre son gré, il se charge de ramener deux enfants, auxquels d'autres se joindront en cours de route. Commence alors un voyage périlleux, en lutte permanente contre la faim, la peur et la guerre. En cours de route, Nicole Rougeron, qu'il avait rencontrée avant la guerre, le reconnaît et lui propose de l'aider. Il commence par refuser, mais accepte lorsqu'elle lui dit qu'elle avait noué après leur rencontre une liaison avec son fils, mort depuis dans un bombardement, et qu'ils voulaient se marier. Ils sont vite confrontés à la désorganisation des transports, aux bombardements sur les routes de l'exode, puis à l'arrivée des Allemands. Ils finissent tout de même par arriver en Bretagne, d'où un pêcheur doit les conduire en Angleterre. Mais une imprudence d'une des enfants les fait arrêter par les Allemands, qui prennent Howard pour un espion...

## Fiche technique
- Réalisateur : Norman Stone
- Scénario : Jerome Kass : d'après le roman The Pied Piper de Nevil Shute, William Morrow and Company, New York, 1941, 267 p.
- Directeur de la photographie : Ken Morgan
- Musique composée et dirigée par Carl Davis
- Décors : Stephen Fineren
- Montage: Edward Mansell
- Production : Granada Television

## Distribution
- Peter O'Toole : John Sidney Howard
- Mare Winningham : Nicole Rougeron
- Susan Wooldridge : Mrs. Cavanaugh
- Michael Kitchen : le major Diessen
- Juliette Mole : mademoiselle Tenois
- Alastair Haley : Ronnie Cavanaugh
- Caire Drummond : Sheila Cavanaugh
- Dorothée Boeuf : la petite Rose
- David Newton Schmitt : Pierre
- Frederik Heringa : Willem
- Philippe Vadillo : Marjan
- Katherine Kath : la Française dans le train
- Patrick Floersheim : le garagiste
- Olivier Pierre : le chauffeur du car